# Osamělý jezdec
Osamělý jezdec (v anglickém originále The Lone Ranger) je americký filmový western z roku 2013. Režisérem filmu je Gore Verbinski. Hlavní role ztvárnili Johnny Depp, Armie Hammer, William Fichtner, Tom Wilkinson a Ruth Wilsonová.

## Obsazení
| Johnny Depp             | Tonto             |
| Armie Hammer            | John Reid         |
| William Fichtner        | Butch Cavendish   |
| Tom Wilkinson           | Latham Cole       |
| Ruth Wilsonová          | Rebecca Reidová   |
| Helena Bonham Carterová | Red Harringtonová |
| James Badge Dale        | Dan Reid          |
| Bryant Prince           | Danny Reid        |
| Barry Pepper            | Jay Fuller        |

## Ocenění
Film byl nominován na dva Oscary, a to v kategoriích nejlepší masky a vizuální efekty.